# Venaria Reale (Colorno)

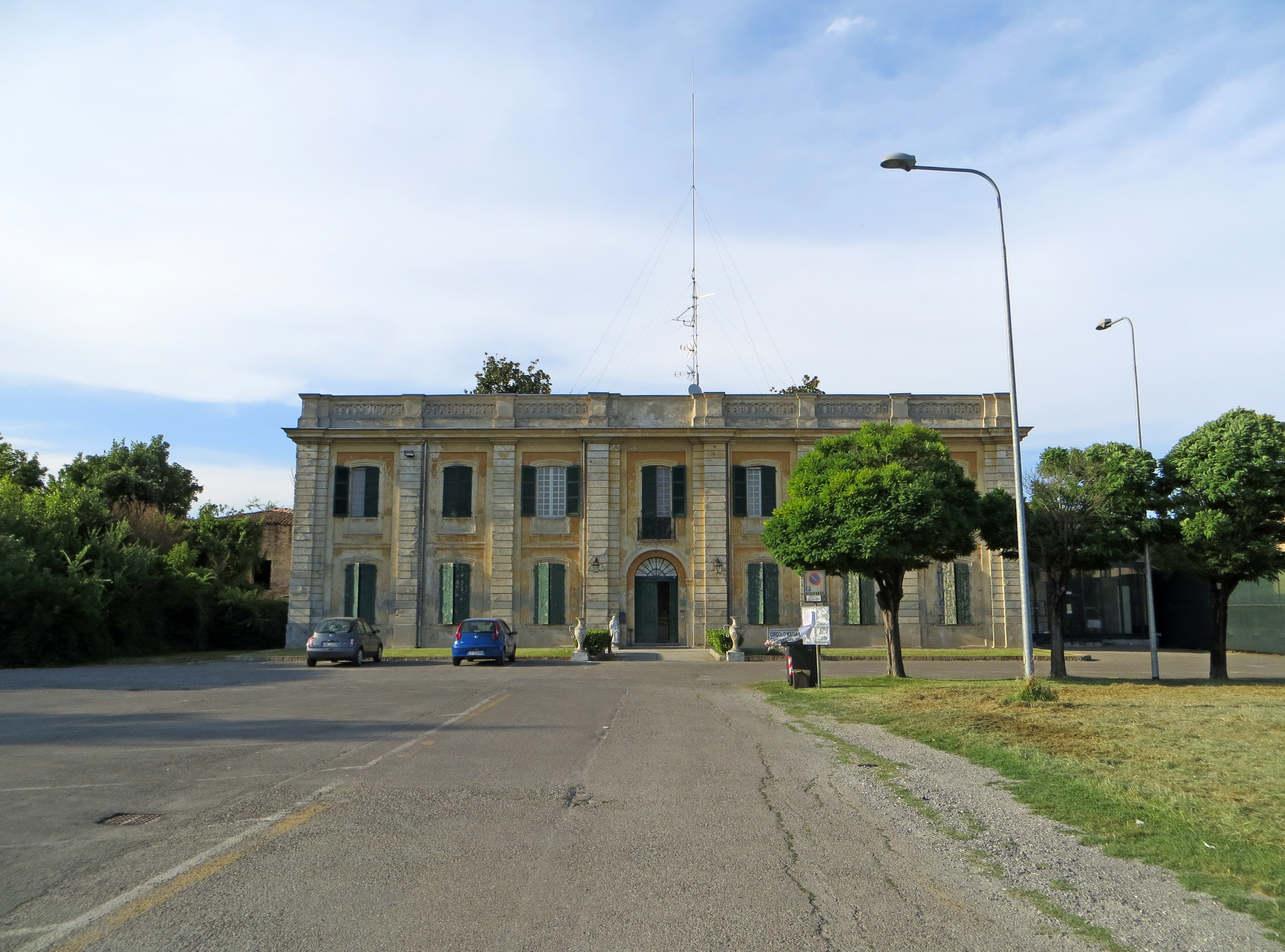
Venaria Reale in Colorno

Die Venaria Reale, auch Venaria Ducale genannt, ist ein klassizistischer Palast in Colorno in der italienischen Region Emilia-Romagna. Er liegt in der Via Suor 7. Heute hat dort der Circolo Maria Luigia (dt.: Zirkel der Herzogin Marie-Louise von Parma) seinen Sitz.

## Geschichte
1751 betraute der Herzog Philipp de Bourbon den Hofarchitekten Jean Marie Bigaud mit dem Bau eines zweistöckigen Jagdschlosses ein der Nähe des monumentalen Palazzo Ducale. Dort sollten neben seinen Jagdbegleitern auch die Hunde und die Jagdausrüstung des passionierten, herzoglichen Jägers untergebracht werden.
Die Arbeiten begannen 1753, aber bald wurden sie an den neuen Architekten, Ennemond Alessandre Petitot, übergeben, der das Projekt wesentlich veränderte und es an den neuen, klassizistischen Geschmack anpasste. So entstand 1755 ein Komplex von sieben verschiedenen Gebäuden, die symmetrisch und dramatisch an einer langen Allee angeordnet waren, die in Achse mit der Brücke über den Parmabach trassiert wurde.
Anfang des 19. Jahrhunderts wurden die beiden Wasserbecken, die ursprünglich an den Seiten der Allee, südlich des Hauptgebäudes angelegt waren, durch Arkaden ersetzt.
Die Venaria Reale wurde nach der Einigung Italiens verkauft und landete bei der AUSL (Azienda Unità Sanitaria Locale; dt.: örtlicher Gesundheitsdienst), die sich um 1970 für das Hauptgebäude als Sitz des Gesundheitsdienstes von Colorno entschied. während die angrenzenden, kleinen Paläste in schnell fortschreitenden Verfall gerieten; einige von ihnen sind unwiederbringlich verloren.
2012 legte eine Übereinkunft zwischen der AUSL und der Gemeinde Colorno die kostenlose Überlassung des Komplexes für drei Jahre fest, ebenso wie die anschließende Zahlung von Gebühren sowohl für die Venaria Reale als auch für die psychiatrische Klinik im ehemaligen Dominikanerkloster neben der herzoglichen Kapelle San Liborio und dem Palast. Also begannen die ersten Restaurierungsarbeiten an den Innenräumen des Hauptgebäudes des Komplexes, der im Erdgeschoss den Circolo Maria Luigia aufnahm und im Obergeschoss Zimmer für die Studenten des Scuola Internazionale di Cucina (ALMA, dt.: Internationale Kochschule) erhielt.

## Beschreibung

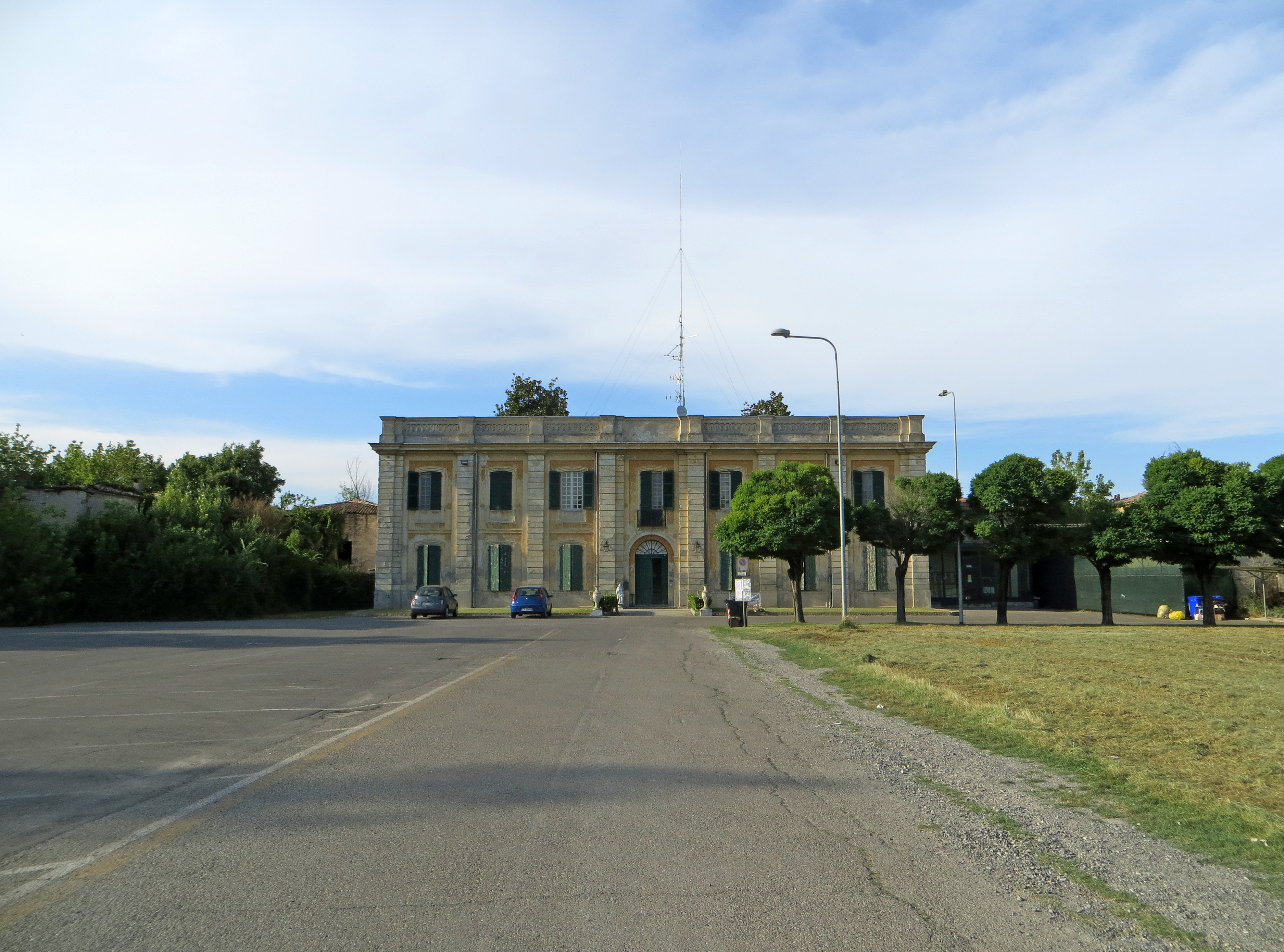
Fassade

Der Komplex der Venaria Reale besteht heute aus fünf unterschiedlichen Gebäuden, die vollständig verputzt und symmetrisch um das zweistöckige Hauptgebäude herum angeordnet sind. Die beiden kleinen Paläste, die dem Hauptgebäude am nächsten stehen, bilden einen Hof mit einem Garten auf der Rückseite, wogegen die anderen beiden weiter außen liegen und gegenüber den Frontfassaden vorspringen.
Die Frontfassade des rechteckigen Hauptgebäudes, das dramatisch am Ende der Allee liegt, die heute nur noch teilweise existiert, ist vertikal durch eine Reihe von Lisenen aus falschem Bossenwerk in sieben Teile aufgeteilt. Darüber ist ein großes, vorspringendes Gesims angebracht, auf dem sich eine elegante Balustrade aus Mauerwerk erstreckt, die am gesamten Umfang des Gebäudes verläuft und so die Schrägen des Daches verdeckt. In den Mittelteilen von Vorder- und Rückfassade liegen breite Rundbogenportale mit geriffelten Rahmen, wogegen sich im Obergeschoss Fenstertüren mit kleinen Balkonen öffnen.
Auf der Rückseite erstreckt sich in Achse mit den beiden Portalen des Hauptgebäudes der Garten, der durch zwei Wege, die sich in der Mitte kreuzen, in vier gleiche Teile geteilt ist. Dort befindet sich ein Brunnen mit Statue. An den Seiten des Gartens liegen symmetrisch zwei niedrigere, kleine Paläste, gekennzeichnet durch eine Reihe von Lisenen und Rahmen, die oben elegante Rundfenster umgeben, die in Gruppen zu je drei Stück aufgeteilt sind. Während das Gebäude auf der Ostseite, wenn auch verfallen, noch nutzbar ist, befindet sich das auf der Westseite in noch schlechterem Zustand und hat sogar keine Dacheindeckung mehr. Nach Norden ist der Garten durch eine Toranlage in Mauerwerk und Schmiedeeisen abgeschlossen.
Auf der Südseite sind die beiden weiter draußen liegenden Seitengebäude, die ebenfalls symmetrisch angeordnet sind, im Stadium des fortgeschrittenen Verfalls, sodass sie unsicher sind.